# Aechmea perforata
Aechmea perforata es una especie de bromélida típica de la flora de la selva Amazónica en Brasil donde se encuentra en la Mata Atlántica, muy usada como planta ornamental. 
Esta especie perenne es citada en Flora Brasiliensis por Carl Friedrich Philipp von Martius.

## Taxonomía
Aechmea perforata fue descrita por Lyman Bradford Smith y publicado en Arquivo Boletim Historico e Informativo II. 1: 55, t. 70. 1941.
Etimología
Aechmea: nombre genérico que deriva del griego akme ("punta"), en alusión a los picos rígidos con los que está equipado el cáliz.
perforata: epíteto latino que significa "perforada".
Sinonimia
- Chevaliera perforata (L.B.Sm.) L.B.Sm. & W.J.Kress[5]